# Fulgeochlizus
Fulgeochlizus là một chi bọ cánh cứng trong họ 
Elateridae.
Chi này được miêu tả khoa học năm 1975 bởi Costa.

## Các loài
Các loài trong chi này gồm:
- Fulgeochlizus bruchi (Candèze, 1897)
- Fulgeochlizus germari (Candèze, 1863)
- Fulgeochlizus noctivagus Costa, 1991
- Fulgeochlizus pullatus Costa, 1991